# Фонтенельское аббатство
Фонтенельское аббатство или аббатство Сен-Вандриль — аббатство монахов-бенедиктинцев солемской конгрегации, расположенное на севере Франции на территории коммуны Сен-Вандриль-Рансон в департаменте Приморская Сена региона Верхняя Нормандия. Долгая история одного из самых старинных во Франции аббатств (основано в 649 году) отмечена тремя периодами крупных разграблений и разрушений: в эпоху вторжения викингов, в период религиозных войн и, наконец, после французской революции. В настоящее время здесь находится действующий бенедиктинский монастырь.
В 1862 году аббатство классифицировано как национальный исторический памятник Франции.

## История аббатства

### От основания до набегов викингов (649—858 годы)
Основание аббатства

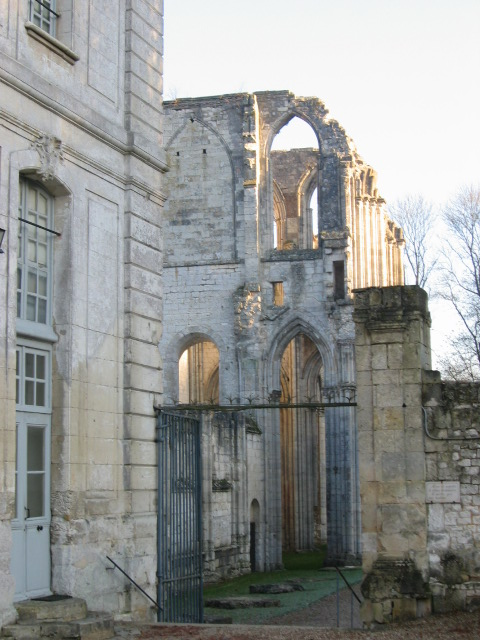
Флигель на месте прежнего входа в церковь Сен-Пьер

В древности здесь находилось галло-римское владение, по территории которого протекал ручей Фонтенель и на нём работала мельница. 4 марта 638 года владение было передано королю франков Дагоберту I, а 1 марта 650 года король Хлодвиг II передал монахам все права собственности на эти земли.
В 649 году святой Вандриль основал здесь аббатство и дал ему имя Фонтенель (от латинского Fontanella) по имени протекавшего по его территории ручья. С 650 по 668 годы святой Вандриль с монахами возвели ряд построек и пять церквей (Сен-Пьер, Сен-Поль, Сен-Лоран, Сен-Аманд, Сен-Сатюрнен); построили библиотеку, где хранили привезённые из Рима труды папы Григория I, а также устав святого Коломбана. Следующий настоятель аббатства в период с 678 по 690 годы построил приют для двенадцати нищих и шестнадцати больных. В 704 году король франков Хильдеберт Приёмный подарил аббатству земли Опек. В 787 году, по распоряжению короля Карла Великого, настоятель соседнего Жюмьежского аббатства Ландри и граф Руана Ричард подарили аббатству полиптих, в наше время утраченный. С 787 года в течение 18 лет пост настоятеля аббатства занимал Гервольд, получивший от Карла Великого новые важные полномочия. Он реконструировал систему отопления, монастырские кухни, лазарет и несколько других частей монастыря. В это время Фонтенельское аббатство стало в Руанских землях третьим аббатством, после аббатства Сент-Уэна и аббатства Сент-Эвру.
Ансегиз Фонтенельский, ставший аббатом в 823 году, осуществил крупные строительные работы. Он построил «общую спальню длиной 208 шагов и шириной 27 шагов»; в центре этого дортуара имелась выступающая комната с расписным потолком, пол которой был искусно вымощен камнем. Он также распорядился расписать стены трапезной, для чего пригласил из Камбре известного художника. Окна остеклили, а все обшивки стен выполнили из дуба. Трапезная занимала только часть вновь построенного здания; другая часть использовалась под кладовую.
Он также построил здание, известное как «La Grande Maison», где находилось жилое помещение с камином; его удалось вписать между трапезной и спальней. Поскольку, согласно хроникам, эти две постройки примыкали к северной стороне церкви, можно легко представить план аббатства той эпохи. Это был квадратный двор, к которому с юга примыкала церковь, с востока — дортуар, с запада — трапезная, а с севера — крупное здание неизвестного назначения.
Вероятно, западнее находился ещё один двор, окружённый складами и прочими вспомогательными помещениями. По информации из «Фонтенельской хроники» вдоль строений внутри двора по распоряжению Ансегиза были устроены крытые галереи, кровля которых опиралась на пилястры. Со стороны церкви во дворе был клуатр, при строительстве которого Ансегиз не забыл про библиотеку, примыкавшую к трапезной. В аббатстве возле апсиды церкви находился зал совещаний, который позже стал залом капитула.
В грамоте короля Карла II Лысого от 21 марта 854 года указывалось, что в собственности монахов Фонтенеля находились Ле Пек (Ивелин), Шосси (Валь-д’Уаз), часть современной коммуны Гранкур, а также Маркусси в Эсоне.
Набеги викингов
В ходе первого набега северных грабителей в 841 году был сожжён Жюмьеж и его окрестности, но Фонтенельское аббатство уцелело, поскольку его настоятель, святой Фульк, договорился с разбойниками о выплате выкупа. Один из преемников Фулька, Луи дю Мэн, выплачивал дань ещё дважды.
Весной 862 года викинги пришли в четвёртый раз; на этот раз монахи сбежали вместе со всеми святынями, и викинги разграбили и разрушили аббатство. В том же году монахи нашли убежище в Булони, а затем, в 885 году, в Шартре. В дальнейшем они вернулись в Булонь, а останки святого Вандриля и святого Ансберта передали в аббатство Святого Петра в Генте, где они хранились до 944 года.

### От восстановления аббатства до гугенотских грабежей (858—1566)
Около 960 года герцог Нормандии Ричард I поддержал возвращение монахов, во главе которых был Жерар из Брона. Герцог Роберт Дьявол выпустил хартию, по которой захваченное имущество возвращалось законным владельцам. Начиная с 960 года аббатством управлял Мейнард I, который в 966 году основал известное аббатство Мон-Сен-Мишель и стал его первым настоятелем. В первой половине XI века от удара молнии была разрушена часть базилики Сен-Пьер, которую затем перестроили в обновлённом стиле. Именно в ходе этих работ в 1027 году обнаружили 9 захоронений, в том числе два пустых, где прежде были погребены святой Вандриль и святой Ансберт. Около 1040 года настоятель отправил группу монахов обживать аббатство в Прео, а в 1050 году аббатство внесло свой вклад в основание аббатства Грестен. Привилегии аббатства и его владения были подтверждены в 1145 году папой Иннокентием II, а в 1164 году папой Евгением III. В середине XIII века часть аббатства сгорела при пожаре. Для восстановления аббатства папа Иннокентий IV и архиепископ Руана Эд Риго прибегли к выпуску индульгенций.
В первую очередь перестроили готические хоры и трансепт. При следующем настоятеле возвели неф и колокольню, соорудили три травеи, а также клуатр. В 1342 году после смерти аббата работы по восстановлению церкви Сен-Поль существенно замедлились, и были завершены только около 1370 года. Вскоре после этого папа римский Бонифаций IX пожаловал аббатству привилегию митры и понтификалии.
Монахи во второй раз покинули аббатство в эпоху Столетней войны; они нашли приют в Руанском хостеле. В 1483 году архиепископ Лиона и Бордо Андре д’Эпине продал аббатство на открытых торгах. После этого настоятели стали избираться. В 1523 году аббатством завладел Клод де Пуатье, после чего настоятель уже не избирался, а назначался.
В период французских религиозных войн в мае 1562 года протестанты и их сторонники разграбили аббатство. В 1566 году осквернили останки святого Вандриля и святого Вульфрама, а также разрушили часть аббатства.

### От восстановления аббатства до Французской революции (1566—1790)

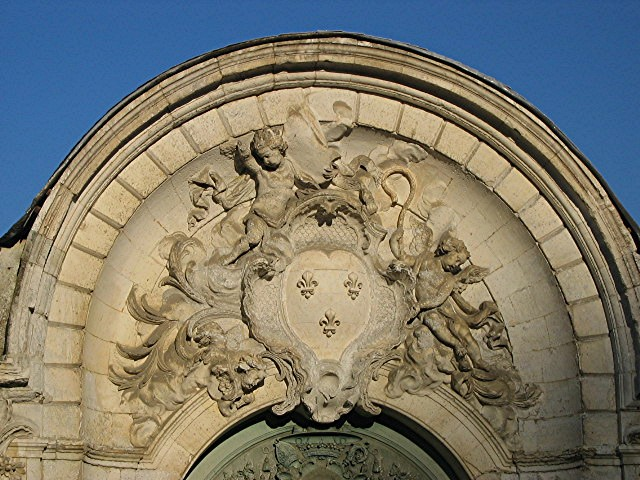
Тимпан с гербом аббатства над вратами, ведущими в часть монастыря, доступную только монахам

После набегов гугенотов аббатство пришло в упадок. В то время аббатство находилось во владении рода Нёвиль.
В 1631 году из-за отсутствия должного ухода обрушилась колокольня, построенная в 1331 году; при обрушении пострадала часть кровли аббатства. Восстановлением аббатства занялся настоятель Фердинанд де Нёвиль-Вильруа, епископ Сен-Мало. Именно он способствовал проведению мавринистской реформы.
В 1636 году при содействии 18 монахов из Жюмьежского аббатства в бенедиктинском Фонтенеле провели мавринистскую реформу. После 1635 года отремонтировали хоры, а в 1647 году реконструировали клуатр и его башню, а также опоры и аркбутаны нефа, купол которого был призван заменить башню в средокрестии трансепта. В период между 1678 и 1684 годами в аббатстве построили зал капитула и общежитие, которые сохранились в настоящее время.
В 1789 году аббатство было конфисковано у Церкви на основании декрета Учредительного собрания от 2 ноября 1789 года и объявлено национальным имуществом. Декретом от 13 февраля 1790 года во Франции запретили монашеское послушание и ликвидировали монашеские религиозные ордены, за исключением тех, которые занимались общим образованием или содержали дома милосердия. В конце 1790 года монахи Сен-Вандриля были вынуждены покинуть аббатство. Один из монахов, Луи-Франсуа Лебрюн принял мученическую смерть в Рошфоре за отказ принять пост в новой Конституциональной церкви. Папа римский Иоанн Павел II беатифицировал его 1 октября 1995 года на площади Святого Петра в Риме.
17 января 1792 года государство продало аббатство за 100 000 франков ассигнациями гражданину Сиприену Ленуару. Церковь аббатства послужила каменоломней и её разобрали.
В 1826 году, в период Реставрации, аббатство посетил французский художник Эсташ Гиацинт Ланглуа. Благодаря возрождению во Франции интереса к готическому стилю, в том же году аббатство Сен-Вандриль посетила герцогиня Беррийская, мать наследника французского престола, а затем и писатель Виктор Гюго.
В 1863 году аббатство купила семья Стекпул; они попытались начать восстановительные работы.

### Реставрация в XIX—XXI веках
В конце XIX века архиепископ Руанский кардинал Леон Тома, мечтавший о возрождении «святой Фонтенельской обители», способствовал продаже аббатства некоммерческому партнёрству и пригласил сюда монахов из аббатства Лигюже, принадлежавших солемской конгрегации. Таким образом, 13 февраля 1894 года в Сен-Вандриль вернулись бенедиктинцы.
Однако, уже в эпоху Третьей республики по закону 1 июля 1901 года конгрегации во Франции подверглись особой практике правоприменения и были вынуждены получать индивидуальные разрешения на продолжение деятельности. Посчитав это невозможным, множество конгрегаций покинули Францию. Монахи Сен-Вандриля покинули аббатство 29 сентября 1901 года и перебрались в приорство возле бельгийского городка Эрбёмон.
В этот период своей истории аббатство снова стало частным владением. На этот раз бельгийского писателя Мориса Метерлинка. В большой трапезной были устроены сценические подмостки, на которых играла Жоржетта Леблан.
Монахи вернулись из ссылки 26 января 1931 года и в аббатстве возобновилась размеренная монашеская жизнь.
17 июня 1940 года монастырь разграбили войска вермахта, не тронув при этом молельню, ризницу и библиотеку. В ночь на 10 августа 1944 года войска союзнических сил повредили западное крыло монастыря, построенное в XVII веке; они разрушили третий этаж крыла и лестницу Сен-Жак, а также повредили кровлю других построек.
В 1955 году аббатство приняло в своих стенах первый всеобщий капитул ордена рыцарей Богородицы.
В 1969 году в аббатство перевезли большой амбар сбора десятины, датированный XIII—XV веками, стоявший прежде на хуторе в коммуне Ла Невиль-дю-Боск в департаменте Эр. Его восстановили по чертежам архитектора Марион Турнон-Бранли, и сделали новой монастырской церковью.
С 1947 года до своей кончины здесь жил выдающийся медиевист, исследователь григорианского хорала Рене Эсбер. В конце своей жизни, с 1983 по 1991 год в аббатстве жил аббат Пьер, который похоронен неподалёку, в деревушке Эствиль.

## Постройки

### Готический клуатр

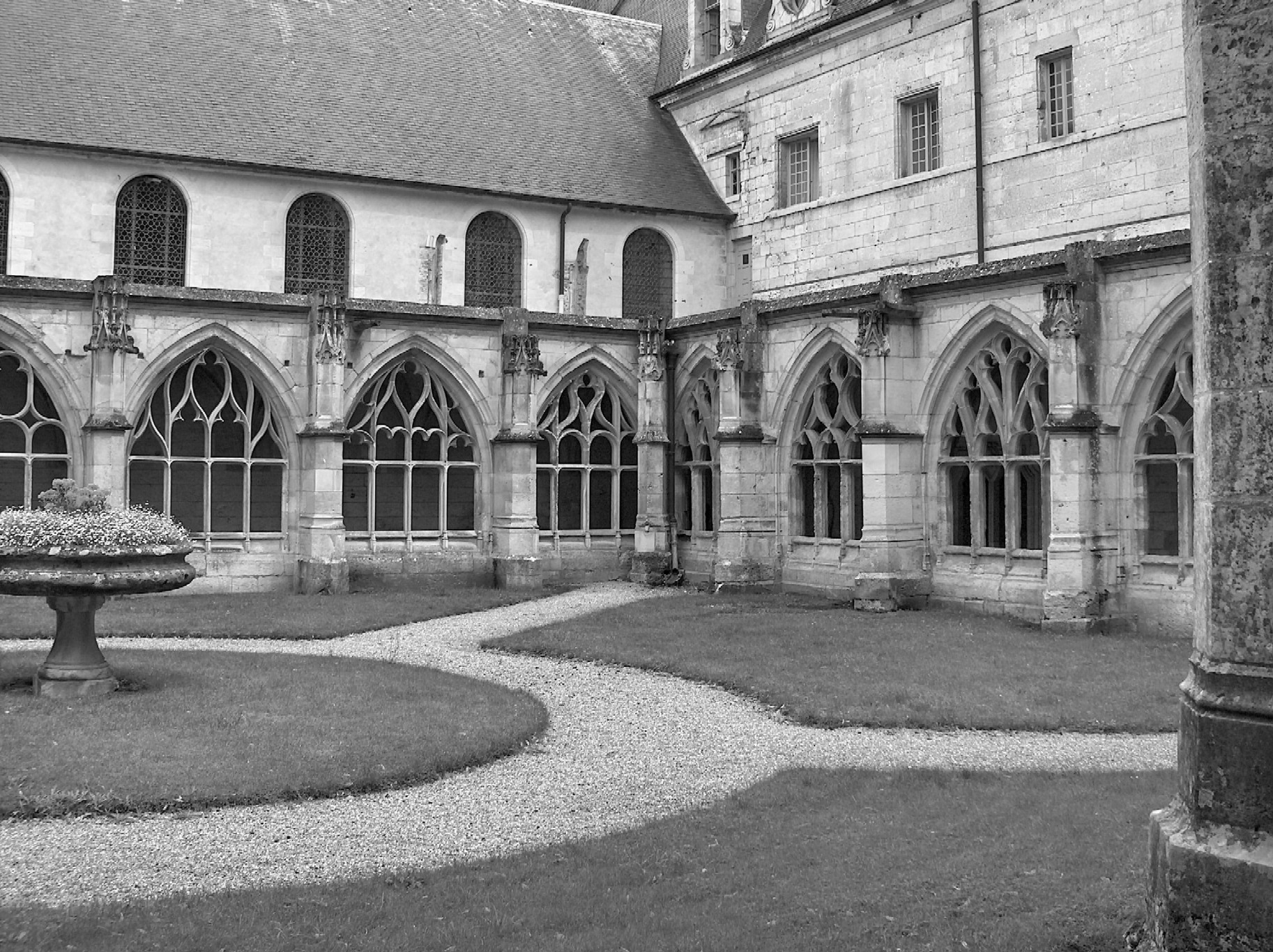
Клуатр аббатства Сен-Вандриль; позади слева — большая трапезная

Этот клуатр является единственным полным клуатром готического стиля в верхней Нормандии. Его построили на месте двух прежних клуатров, один из которых был построен святым Вандрилем, а другой — Мейнардом I. Настоящий клуатр датируется самым началом XIV века, по возрасту своей самой старой части, южной галереи, которая опирается на неф церкви. Насчитывается 7 пролётов с изогнутыми арками (прежде они были закрыты витражами XVII века).
Стрельчатый свод клуатра занимательно декорирован. Замковые камни украшены гербом аббатства, гербом аббата Жана де Брамто и группой из 6 персонажей. Восточная, западная и северная галереи более низкие и датируются периодом поздней готики (1410—1530). Дверь ризницы выходит в помещение галереи.

### Большая трапезная
Эта наиболее древняя постройка аббатства имеет длину 33 метра и ширину 9 метров. Период её возведения восходит к 1027 году. Именно тогда была построена её стена, примыкающая к клуатру. Восточная стена была построена в конце XII века, а в XIV веке на её месте построили стену с семью окнами. Трапезная покрыта высоким деревянным стрельчатым сводом XVI века. В настоящее время зал также служит трапезной для монахов, у которых все приёмы пищи подвергнуты «традиции молчания», впрочем, как и все работы в аббатстве без исключения.

### Монастырская церковь Сен-Пьер

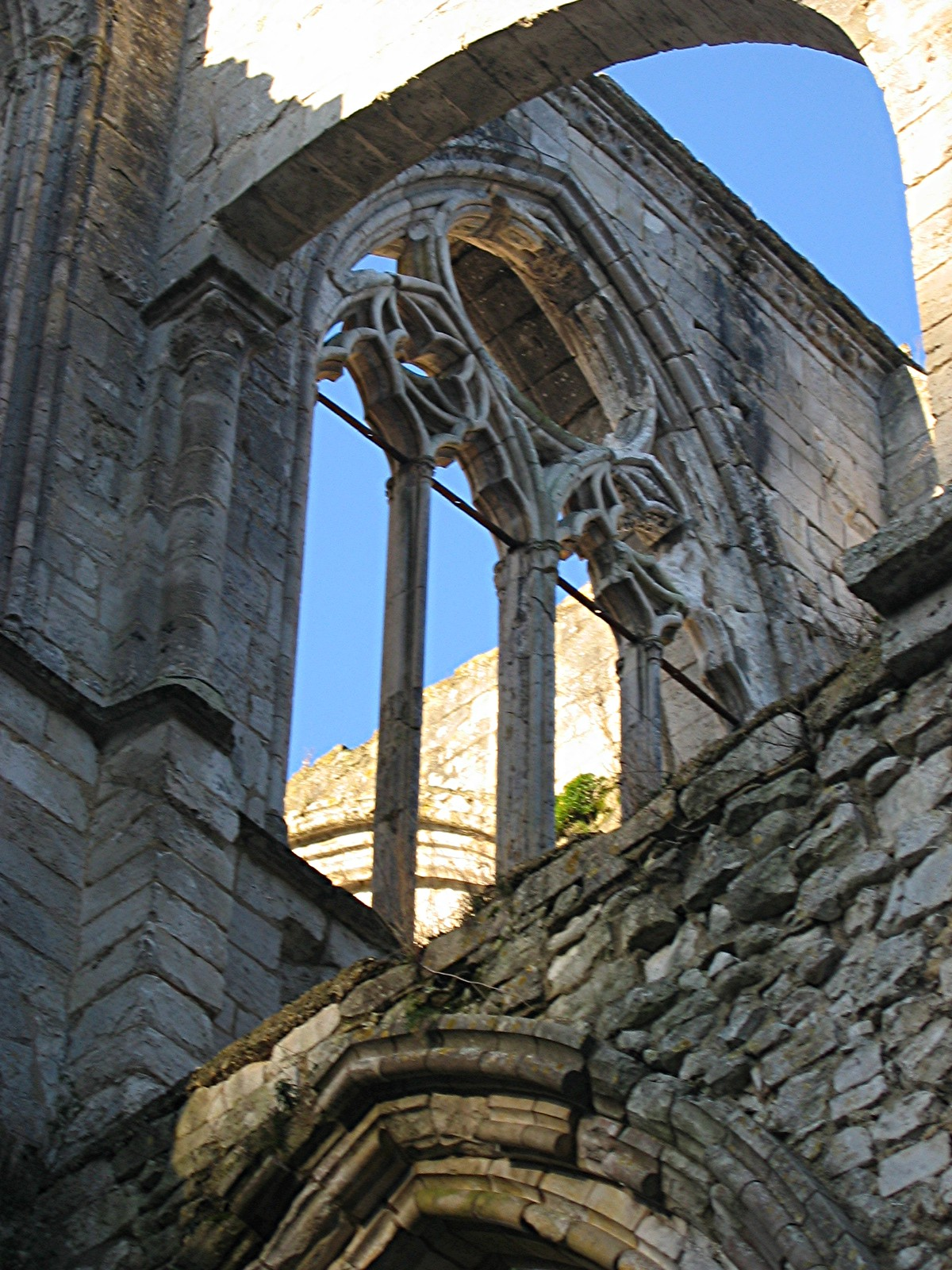
Готический проём у рукава трансепта

Готические хоры насчитывают шесть пролётов и завершаются апсидой. Аркада опирается на цилиндрические столбы, что напоминает устройство хоров Руанского собора. Вход в хоры прикрывала алтарная перегородка, разрушенная в 1631 году; на её месте в 1672 году возвели другую перегородку, украшенную скульптурами. Окружавший хоры деамбулаторий был соединён с 17 часовнями, четырёхугольными и пятиугольными, подобно монастырской церкви в Фекане. В наше время от хоров осталось только несколько фрагментов стен и следы на почве.
Фонарная башня церкви, согласно нормандской традиции, поднималась на высоту 75 метров в средокрестии храма, однако её обрушили в годы религиозных войн.
В наше время сохранилась часть одного из рукавов трансепта, где можно увидеть его готическую аркатуру. Стены нефа на стороне клуатра уцелели и на них можно увидеть следы бомбёжки времён Второй мировой войны.

### Новая церковь
Эта церковь сменила старую готическую церковь, пострадавшую настолько сильно, что восстановить её оказалось невозможно. Доступ в часть церкви открыт широкой публике.
Это здание изначально выполняло роль амбара для сбора подати и находилось неподалёку в Эре. Здание выполнено из кремнистого камня, его поддерживают контрфорсы из канского камня (белый известняк), а черепичная кровля пришла на смену прежней соломенной. Возле боковых ворот, поначалу предназначенных для пешеходов и телег, монахи построили часовню Святого Причастия. В торце здания открыли два портика, через которые можно войти в новую церковь.
Естественное освещение внутри церкви очень слабо, даже несмотря на пробивку нескольких новых окон. Несущие конструкции, датированные XV веком, выполнены из дуба; на балконе слева установлен современный орган. Стены оставлены белыми, отопление укрыто в полу. Специальный канат разделяет часть здания, куда позволен доступ обычной публике (неф), от той части, где могут находиться только монахи (хоры и деамбулаторий). Слева от деамбулатория к стене прикреплён современный реликварий, в котором находится череп святого Вандриля, возвращённый из Бельгии в день освящения этой новой церкви.

### Часовня Сен-Сатюрнен

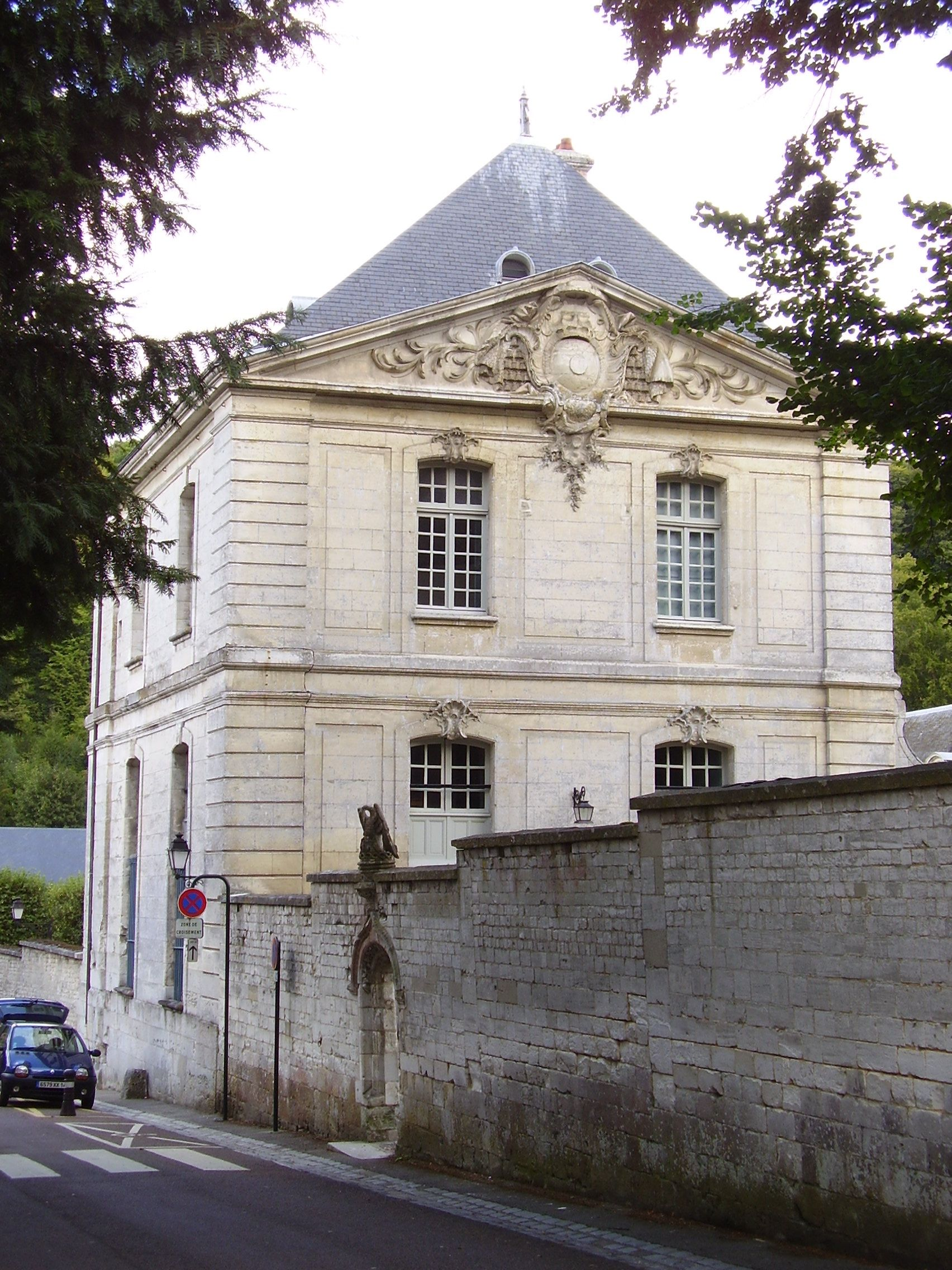
Мужская гостиница аббатства соседствует с входом для публики

По некоторым мнениям возраст часовни Сен-Сатюрнен восходит к эпохе святого Вандриля. Однако постройка датирована концом X века или началом XI века, поскольку здание в плане здание имеет три полукруглые апсиды, а остатки старинных капителей позволяют предположить, что строительство велось на фундаменте эпохи Каролингов.

### Монастырские строения XVII—XVIII веков
Эти постройки существуют благодаря монахам-мавристам, которые перестроили их в своем классическом мавристском стиле в период между 1640 и 1685 годами, сочетая различные работы в нескольких просторных и высоких зданиях, симметричных и прямолинейных. Имея большие окна, величественные фасады, высокую кровлю с люкарнами, но напрочь лишённые избыточного декора, они одновременно отражают величие эпохи, известной как «великий век», и строгость монахов-мавристов. Длинный фасад западного здания продолжен павильоном Милости, существовавшим 80 лет. В этом здании находится библиотека монастыря.

### Вспомогательные постройки

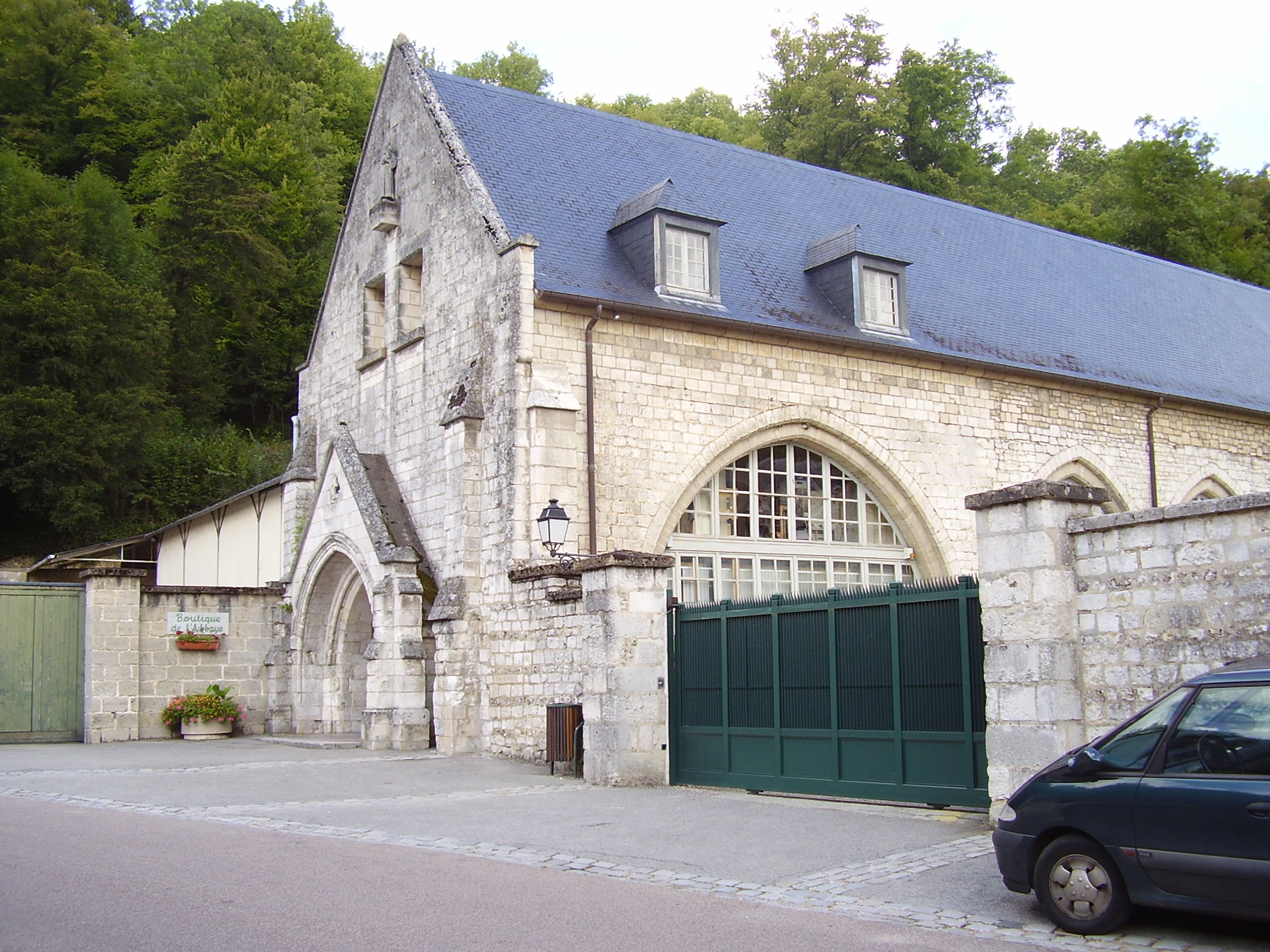
Вход, доступный для монахов, и общий вход в магазин, устроенный в конюшне готического стиля

Длинное здание в глубине территории аббатства служило конюшней и амбаром. Сейчас в его готической части XIV века устроен книжный магазин аббатства, куда обычная публика может попасть через специально устроенный вход. На втором этаже находятся мастерские и офис «Fontenelle Microcopie», где продаются бытовые средства для ухода и продукция издательства Fontenelle. Правая часть этой постройки реконструирована в 1699 году в классическом стиле; в наше время здесь расположены различные мастерские.

## Трудовая деятельность монахов
В магазине аббатства монахи продают товары собственного производства (воск для мебели, средства ухода, мёд, пищевые продукты), а также прочие товары других общин. Вот уже более 65 лет в аббатстве производят средства бытовой химии, предназначенные для чистки полов и кухонь, дезинфекции и стирки белья.
Открыв издательство Édition de Fontenelle, аббатство переиздаёт старинные книги и печатает новые издания небольшим тиражом. Также монахи занимаются восстановлением и консервацией картин и других художественных произведений.
Начиная с 1971 года в аббатстве открыта мастерская Fontenelle Microcopie, где монахи занимаются микрокопированием и микрофильмированием. Эта деятельность в настоящее время является существенной статьёй доходов аббатства.